# نیشیدا میتسوگی
نیشیدا میتسوگی (به ژاپنی: 西田税); ۳ اکتبر ۹۰۱ – ۱۹ اوت ۱۹۳۷) یک فرد نظامی در دوره شووا اهل ژاپن بود. رهبر غیررسمی «افسران جوان» در ارتش ژاپن به‌شمار می‌آید.
در سال ۱۹۳۶ به اتهام پیوستن به تلاش کودتای نافرجام حادثه ۲۶ فوریه دستگیر شد و در سال ۱۹۳۷ اعدام شد.